# Kanton Gap-Nord-Ouest
Kanton Gap-Nord-Ouest (fr. Canton de Gap-Nord-Ouest) je francouzský kanton v departementu Hautes-Alpes v regionu Provence-Alpes-Côte d'Azur. Tvoří ho pouze severozápadní část města Gap.